# Elizabeth Ashley
Elizabeth Ashley, pseudonimo di Elizabeth Ann Cole (Ocala, 30 agosto 1939), è un'attrice statunitense.

## Biografia
Nata da Arthur Kingman Cole e Lucille Ayer a Ocala (Florida), Elizabeth Ashley crebbe a Baton Rouge (Louisiana). Intrapresa la carriera teatrale, ottenne il suo primo grande successo a Broadway nella stagione 1961-1962, interpretando il ruolo di Mollie Michaelson nella commedia Take Her, She's Mine, accanto ad Art Carney e Phyllis Thaxter, che le fece ottenere un Tony Award quale miglior attrice non protagonista. Il suo successivo impegno teatrale fu A piedi nudi nel parco, in cui interpretò il ruolo che nella versione cinematografica del 1967 sarebbe poi andato a Jane Fonda, quello di Corie Bratter. La commedia fu un trionfo ed ebbe 1530 repliche dall'ottobre 1963 al giugno 1967.
La Ashley ebbe nel frattempo il modo di affermarsi anche sul piccolo schermo, dove aveva iniziato ad apparire fin dal 1960 in alcune tra le più popolari serie televisive del periodo, come La parola alla difesa (1961) e Ben Casey (1962). Il debutto cinematografico avvenne invece nel 1964 con il ruolo di Monica Winthrop nel dramma L'uomo che non sapeva amare, ispirato alla vita del produttore Howard Hughes, che le valse la nomination sia al BAFTA che al Golden Globe. Nel successivo La nave dei folli (1965) interpretò invece il ruolo di Jenny, un'americana che viaggia con il marito David (George Segal) su una nave tedesca diretta da Veracruz a Brema, con a bordo un eterogeneo gruppo di passeggeri. Seguì poi la partecipazione al thriller Il terzo giorno, girato sempre nel 1965.
Dalla seconda metà degli anni sessanta l'attrice continuò a lavorare con regolarità per la televisione, partecipando a serie quali I giorni di Bryan (1966), Medical Center (1970), Il virginiano (1970), Missione impossibile (1971-1973), Sulle strade della California (1973), Ironside (1974), In casa Lawrence (1977). Le sue apparizioni sul grande schermo durante gli anni settanta furono sporadiche: tra i film da lei interpretati nel corso del decennio sono da ricordare la commedia western Il grande scout (1976) e il thriller Coma profondo (1978). Sempre attiva anche sulle scene di Broadway, la Ashley ottenne un grande successo nel ruolo di Maggie nella pièce La gatta sul tetto che scotta di Tennessee Williams, andata in scena nella stagione 1974-1975.
Negli anni ottanta l'attrice, raggiunta la piena maturità, interpretò il ruolo della dottoressa Livingstone nel dramma Agnese di Dio, in scena a Broadway nella stagione 1982-1983. Recitò inoltre in alcuni film quali La retata (1987), la commedia horror Stress da vampiro (1988), e la commedia Curve pericolose (1988). Negli anni novanta la Ashley si riavvicinò al piccolo schermo e fu una presenza fissa della serie Evening Shade, in cui interpretò il ruolo di Freida Evans in 97 episodi dal 1990 al 1994, personaggio che le valse una nomination al Premio Emmy quale miglior attrice non protagonista in una serie commedia. Lavorò inoltre in alcuni episodi de La signora in giallo (1989-1995), Il tocco di un angelo (1995), La valle dei pini (1996), Law & Order - Unità vittime speciali (1999).
Dal 2010 al 2013 ha fatto parte del cast della serie televisiva drammatica Treme, ambientata a New Orleans dopo le devastazioni conseguenti al passaggio dell'uragano Katrina, e incentrata sugli sforzi degli abitanti del quartiere di Treme per tornare a una vita normale dopo il disastro.

## Vita privata
Dal 1962 al 1965 la Ashley fu sposata con l'attore James Farentino. Dopo il divorzio, nel 1966 si risposò con l'attore George Peppard, da cui nel 1968 ebbe un figlio, Christian. La coppia, che apparve insieme sul grande schermo in L'uomo che non sapeva amare e ne Il terzo giorno, divorziò nel 1972. Il terzo matrimonio con James McCarthy, che sposò nel 1975, terminò anch'esso con il divorzio nel 1981.
Nel 1978 la Ashley pubblicò la propria autobiografia, Actress: Postcards from the Road, con una prefazione di Tennessee Williams.

## Filmografia

### Cinema
- L'uomo che non sapeva amare (The Carpetbaggers), regia di Edward Dmytryk (1964)
- La nave dei folli (Ship of Fools), regia di Stanley Kramer (1965)
- Il terzo giorno (The Third Day), regia di Jack Smight (1965)
- Il divorzio è fatto per amare (The Marriage of a Young Stockbroker), regia di Lawrence Turman (1971)
- Eroe di carta (Paperback Hero), regia di Peter Pearson (1973)
- I sette aghi d'oro (Golden Needles), regia di Robert Clouse (1974)
- Scandalo al ranch (Rancho Deluxe), regia di Frank Perry (1975)
- Novantadue gradi all'ombra (92 in the Shade), regia di Thomas McGuane (1975)
- Il grande scout (The Great Scout & Cathouse Thursday), regia di Don Taylor (1976)
- Coma profondo (Coma), regia di Michael Crichton (1978)
- Windows, regia di Gordon Willis (1980)
- Gypsy Angels, regia di Alan Smithee (1980)
- Paternity, regia di David Steinberg (1981)
- Punto debole (Split Image), regia di Ted Kotcheff (1982)
- La retata (Dragnet), regia di Tom Mankiewicz (1987)
- Stress da vampiro (Vampire's Kiss), regia di Robert Bierman (1988)
- Curve pericolose (Dangerous Curves), regia di David Lewis (1988)
- Pasion de hombre, regia di José Antonio de la Loma (1989)
- Generazione X (Mallrats), regia di Kevin Smith (1995) - scene cancellate
- Shoot the Moon, regia di Tom Hodges (1996)
- Sleeping Together, regia di Hugh Bush (1997)
- Happiness - Felicità (Happiness), regia di Tod Solondz (1998)
- Biglietti... d'amore (Just the Ticket), regia di Richard Wenk (1999)
- Labor Pains, regia di Tracy Alexson (2000)
- Home Sweet Hoboken, regia di Yoshifumi Hosoya (2001)
- Hey Arnold! The Movie, regia di Tuck Tucker (2002) - voce
- The Cake Eaters, regia di Mary Stuart Masterson (2007)
- È solo l'inizio (Just Getting Started), regia di Ron Shelton (2017)

### Televisione
- The DuPont Show of the Month – serie TV, episodio 4x03 (1960)
- La parola alla difesa (The Defenders) – serie TV, 1 episodio (1961)
- The Nurses – serie TV, episodio 1x04 (1962)
- Ben Casey – serie TV, episodio 2x08 (1962)
- The United States Steel Hour – serie TV, 2 episodi (1960-1963)
- Route 66 – serie TV, 1 episodio (1963)
- Sam Benedict – serie TV, 1 episodio (1963)
- Stoney Burke – serie TV, 1 episodio (1963)
- Destini (Another World) – serie TV, 1 episodio (1964)
- I giorni di Bryan (Run for Your Life) – serie TV, episodio 2x08 (1966)
- Hawk l'indiano (Hawk) – serie TV, episodio 1x13 (1966)
- The Skirts of Happy Chance, regia di David Pressman – film TV (1969)
- The File on Devlin, regia di George Schaefer – film TV (1969)
- Love, American Style – serie TV, 1 episodio (1970)
- Medical Center – serie TV, 1 episodio (1970)
- Il virginiano (The Virginian) – serie TV, episodio 9x01 (1970)
- Insight – serie TV, 1 episodio (1971)
- Harpy, regia di Gerald Seth Sindell – film TV (1971)
- The Face of Fear, regia di George McCowan – film TV (1971)
- When Michael Calls, regia di Philip Leacock – film TV (1972)
- Second Chance, regia di Peter Tewkesbury – film TV (1972)
- The Heist, regia di Don McDougall – film TV (1972)
- Your Money or Your Wife, regia di Allan Reisner – film TV (1972)
- The Ghost Story – serie TV, 1 episodio (1972)
- Missione impossibile (Mission: Impossible) – serie TV, 2 episodi (1971-1973)
- Il mago (The Magician) – serie TV, 1 episodio (1973)
- Sulle strade della California (Police Story) – serie TV, 1 episodio (1973)
- The Six Million Dollar Man: Solid Gold Kidnapping, regia di Russ Mayberry – film TV (1973)
- Mannix – serie TV, 1 episodio 1974)
- Ironside – serie TV, 1 episodio (1974)
- F.B.I. – serie TV, 1 episodio (1974)
- Lincoln – serie TV, 1 episodio (1975)
- One of My Wives Is Missing, regia di Glenn Jordan – film TV (1976)
- The War Between the Tates, regia di Lee Philips – film TV (1977)
- In casa Lawrence (Family) – serie TV, 1 episodio (1977)
- Tom and Joann, regia di Delbert Mann – film TV (1978)
- Fuoco dal cielo (A Fire in the Sky), regia di Jerry Jameson – film TV (1978)
- Freedom to Speak – miniserie TV (1982)
- La ragazza e il professore (Svengali), regia di Anthony Harvey – film TV (1983)
- He's Fired, She's Hired, regia di Marc Daniels – film TV (1984)
- Love Boat (The Love Boat) – serie TV, 2 episodi (1985)
- New York New York (Cagney & Lacey) – serie TV, 1 episodio (1985)
- I viaggiatori delle tenebre (The Hitchhiker) – serie TV, 1 episodio (1985)
- Stagecoach, regia di Ted Post – film TV (1986)
- Warm Hearts, Cold Feet, regia di James Frawley – film TV (1987)
- The Two Mrs. Grenvilles, regia di John Erman – film TV (1987)
- Miami Vice – serie TV, episodio 3x21 (1987)
- Eisenhower & Lutz – serie TV, 1 episodio (1988)
- Alfred Hitchcock presenta (Alfred Hitchcock Presents) – serie TV, 1 episodio (1989)
- B.L. Stryker – serie TV, 1 episodio (1989)
- Hunter – serie TV, 1 episodio (1989)
- American Playwrights Theater: The One-Acts – serie TV, 1 episodio (1989)
- Blue Bayou, regia di Karen Arthur – film TV (1990)
- Reason for Living: The Jill Ireland Story, regia di Michael Ray Rhodes – film TV (1991)
- Love and Curses... and All That Jazz, regia di Gerald McRaney – film TV (1991)
- In the Best Interest of the Children, regia di Michael Ray Rhodes – film TV (1992)
- Harnessing Peacocks, regia di James Cellan Jones – film TV (1993)
- The Larry Sanders Show – serie TV, 1 episodio (1993)
- L'ispettore Tibbs (In the Heat of the Night) – serie TV, 1 episodio (1995)
- Evening Shade – serie TV, 97 episodi (1990-1994)
- Law & Order - I due volti della giustizia (Law & Order) – serie TV, 1 episodio (1994)
- The Buccaneers – miniserie TV, 5 episodi (1995)
- La legge di Burke (Burke's Law) – serie TV, 1 episodio (1995)
- Women of the House – serie TV, 1 episodio (1995)
- La signora in giallo (Murder, She Wrote) – serie TV, 2 episodi (1989-1995)
- Il tocco di un angelo (Touched by an Angel) – serie TV, 1 episodio (1995)
- Dave's World – serie TV, 1 episodio (1996)
- La valle dei pini (All My Children) – serie TV, 3 episodi (1996)
- The Big Easy – serie TV, 1 episodio (1996)
- Ruth Rendell Mysteries – serie TV, 1 episodio (1997)
- Caroline in the City – serie TV, 2 episodi (1996-1997)
- Hey Arnold! – serie TV, 2 episodi (1996-1998)
- Homicide (Homicide: Life on the Street) – serie TV, 1 episodio (1999)
- Law & Order - Unità vittime speciali (Law & Order - Special Victim Units) – serie TV, 1 episodio (1999)
- Treme – serie TV, 14 episodi (2010-2013)
- Russian Doll – serie TV, 8 episodi (2019-in corso)

## Doppiatrici italiane
- Maria Pia Di Meo in L'uomo che non sapeva amare
- Fiorella Betti in La nave dei folli
- Noemi Gifuni in Coma profondo
- Ludovica Modugno in La retata
- Paola Tedesco in Happiness - Felicità
- Paila Pavese in Stress da vampiro